# Megachile sosia
Megachile sosia là một loài Hymenoptera trong họ Megachilidae. Loài này được Pasteels mô tả khoa học năm 1970.